# George Mamalassery
George Mamalassery (ur. 22 kwietnia 1932 w Kalathoor, zm. 5 lipca 2024 w Turze) – indyjski duchowny rzymskokatolicki, w latach 1979-2007 biskup Tura. 

## Życiorys
Święcenia kapłańskie przyjął 23 kwietnia 1960. 12 stycznia 1979 został prekonizowany biskupem Tura. Sakrę biskupią otrzymał 19 marca 1979. 21 kwietnia 2007 przeszedł na emeryturę.